# بليك إدواردز
بليك إدواردز (26 يوليو 1922 - 15 ديسمبر 2010) هو مخرج وكاتب سيناريو ومنتج أمريكي.
بدأت مسير إدواردز العملية في أربعينيات القرن العشرين كممثل، لكنه تحول بعدها إلى كتابة السيناريو للإذاعة والسينما، قبل أن يتحول إلى الإنتاج والإخراج في السينما والتلفزيون. ومن أشهر أعماله فيلم الإفطار عند تيفاني (بالإنجليزية: Breakfast at Tiffany's)‏ وفيلم أيام الخمر والورد (بالإنجليزية: Days of Wine and Roses)‏, وسلسلة الأفلام الناجحة النمر الوردي (بالإنجليزية: The Pink Panther)‏ مع الممثل البريطاني بيتر سلرز.

## بعض أعماله

### في التلفزيون
- مسلسل كوميديا الموقف برنامج ميكي روني: هاي موليغان (1954-1955) (بالإنجليزية: The Mickey Rooney Show: Hey, Mulligan)‏
- مسلسل التحقيقات بيتر غن (1958-1961) (بالإنجليزية: Peter Gunn)‏

### في المسرح
- المسرحية الغنائية فيكتور/فيكتوريا (1995) (بالإنجليزية: Victor/Victoria)‏

### في السينما
- فيلم الإفطار عند تيفاني(1961) (بالإنجليزية: Breakfast at Tiffany's)‏
- فيلم أيام الخمر والورد (1962) (بالإنجليزية: Days of Wine and Roses)‏
- عزيزتي ليلي (1970) (بالإنجليزية: Darling Lili)‏
- النمر الوردي (1963-1993) (بالإنجليزية: The Pink Panther)‏

## حياته الخاصة
تزوج إدواردز من الممثلة باتريشا ووكر في العام (1953م) وانجب منها طفلين، وتطلقا في العام (1967م). ثم تزوج مرة أخرى في العام (1969م) من الممثلة البريطانية الشهيرة جولي آندروز والتي شاركت معه في بطولة العديد من أعماله مثل فيلم عزيزتي ليلي (1970) ومسرحية فيكتور/فيكتوريا (1995)، وبقيا متزوجين حتى وفاته عام (2010م).

## تكريمه
في العام (2003م) منحت أكاديمية فنون وعلوم الصور المتحركة (بالإنجليزية: Academy of Motion Picture Arts and Sciences)‏ جائزة الأوسكار التقديرية للمخرج بليك إدواردز عرفاناً بإنجازاته طوال مسيرته الفنية في السينما.

## وفاته
في 15 ديسمبر 2010م توفي المخرج بليك إدواردز بسبب مضاعفات إصابته بمرض ذات الرئة في مركز سانت جون الطبي، في سانتا مونيكا بولاية كاليفورنيا.

## روابط خارجية
- بليك إدواردز على موقع IMDb (الإنجليزية)
- بليك إدواردز على موقع الموسوعة البريطانية (الإنجليزية)
- بليك إدواردز على موقع روتن توميتوز (الإنجليزية)
- بليك إدواردز على موقع مونزينجر (الألمانية)
- بليك إدواردز على موقع ألو سيني (الفرنسية)
- بليك إدواردز على موقع تيرنر كلاسيك موفيز (الإنجليزية)
- بليك إدواردز على موقع أول موفي (الإنجليزية)
- بليك إدواردز على موقع قاعدة بيانات برودواي على الإنترنت (الإنجليزية)
- بليك إدواردز على موقع قاعدة بيانات برودواي على الإنترنت (الإنجليزية)
- بليك إدواردز على موقع قاعدة بيانات الأفلام السويدية (السويدية)